# マリア・カナルス・バルセロナ国際音楽演奏コンクール
マリア・カナルス・バルセロナ国際音楽演奏コンクール（"Maria Canals" Barcelona International Musical Execution Competition）は、スペインのバルセロナで開催される若手音楽家のためのコンクールである。

## 概要
マリア・カナルスは、主催者である。1958年、国際音楽コンクール世界連盟に加盟した。
かつては複数の部門を開催していたようだが、2010年以降ピアノ部門のみの開催である。スポンサーがヤマハであったため、アジア人の受賞者が目立つ。

## 開催年と入賞者

### 1993年
- ヴァイオリン部門
  - 第2位　伊藤亮太郎

### 1994年
- ピアノ部門
  - 第3位　竹村浄子
- フルート部門
  - 第2位　古賀敦子

### 1997年（第43回）
- ギター部門
  - 第1位　Sara Gianfelici （イタリア）
  - 第2位　Lorenzo Micheli （イタリア）
  - 第3位　Dae-Kun Jang （無国籍）
- ピアノ部門
  - 第2位　川井綾子（日本）、秦江里奈（日本）
  - 第3位　Li Wang （カナダ）

### 1998年（第44回）
- フルート部門
  - 第1位　Olessia Tertychnaia （ロシア）
  - 第2位　藤井香織（日本）
  - 第3位　Christian Farroni （イタリア）、Dejan Gavric （セルビア・モンテネグロ）
- ピアノ部門
  - 第1位　Peter Koczor （ハンガリー）
  - 第2位　三田貴広 （日本）
  - 第3位　Anthony Zerpa-Falcon （イギリス）、武田美和子（日本）
- 女声部門
  - 第2位　Anna Ivanova-Todorova （ブルガリア）、Elena de la Merced （スペイン）
  - 第3位　Suzannah Clarke （イギリス）
- 男声部門
  - 第1位　Marcus Eiche （ドイツ）
  - 第2位　Carlos Almaguer （メキシコ）
  - 第3位　Youg Joo Kim （無国籍）

### 1999年（第45回）
- 室内楽部門
  - 第1位　Florian Wiek （ピアノ）／Justus Emmanuel Grimm （チェロ）（ドイツ）
  - 第2位　Akiko Okabe （ピアノ）／新垣裕子（ヴァイオリン）（日本）
  - 第3位　Isabel Gabbe （ピアノ）／Leslie Riva （チェロ）（無国籍）、佐々木京子（ピアノ）／礒絵里子（ヴァイオリン）（日本）
- ピアノ部門
  - 第1位　Cyril Gerstein （ロシア）
  - 第2位　木村綾子（日本）
  - 第3位　Sung-Hoon Hwang （韓国）
- 女声部門
  - 第1位　Petia Petrova （ブルガリア）
  - 第2位　Maria Francisca Beaumont （スペイン）
  - 第3位　Abbie Furmansky （アメリカ）、Irma Gigolashvili （グルジア）
- 男声部門
  - 第1位　Giuseppe Filianoti （イタリア）
  - 第2位　Carlos Cosias （スペイン）
  - 第3位　Dong-Jik You （韓国）、Jaroslaw Brek （ポーランド）

### 2000年（第46回）
- 声楽部門
  - 第1位　Annette Dasch （ドイツ）
  - 第2位　Giedre Povilaityte （リトアニア）、Ramona Eremia （ルーマニア）
- ピアノ部門
  - 第1位　菊地裕介 （日本）
  - 第2位　Ferenc Vizi （ルーマニア）
  - 第3位　Fabrice Lanoë （フランス）、Piotr Kupka （ポーランド）

### 2001年（第47回）
- フルート部門
  - 第1位　Francesca Canali （イタリア）
  - 第2位　Hyun Im Yoon （韓国）
  - 第3位　Petra Orgi （オーストリア）
- ピアノ部門
  - 第1位　三浦友理枝 （日本）
  - 第2位　Ekaterina Krivokochenko （ロシア）、Mel Adkins （イギリス）
  - 第3位　浅田真弥子 （日本）

### 2002年（第48回）
- ピアノ部門
  - 第1位　Viv McLean （イギリス）
  - 第2位　Alexander Moutouzkine （アメリカ）、Kook Hee Hong （韓国）
  - 第3位　浅野真弓 （日本）、Yun-Yang Lee （中国）

### 2003年（第49回）
- ピアノ部門
  - 第1位　Inesa Sinkevych （イスラエル）
  - 第2位　新納洋介 （日本）
  - 第3位　Sowon Hwang （韓国）

### 2004年（第50回）
- 室内楽部門
  - 第1位　Eung Soo Kim - Moon Young Chae （韓国）
  - 第2位　Ihor Bobovych - Elena Kolesnitschenko （ベラルーシ）
  - 第3位　Julien Beaudiment - Laetitia Bougnol （フランス）、Katia Novell - Luis Pares Chamber Music （スペイン）
- ピアノ部門
  - 第1位　Piotr Machnik （ポーランド）
  - 第2位　Yi-Chih Lu （中国）
  - 第3位　Matei VARGA （ルーマニア）

### 2005年（第51回）
- ピアノ部門
  - 第1位　Jue Wang （中国）
  - 第2位　赤木有季子 （日本）
  - 第3位　川村文雄 （日本）

### 2006年（第52回）
- ピアノ部門
  - 第1位　José Enrique Bagaria Villazán （スペイン）
  - 第2位　Marie Vermeulin （フランス）
  - 第3位　Mi-Yeon I （ニュージーランド）

### 2007年（第53回）
- ピアノ部門
  - 第1位　Mladen Colic （セルビア）
  - 第2位　Veronika Böhmova （チェコ）、マリサ・グプタ （アメリカ）

### 2008年（第54回）
- ピアノ部門
  - 第1位　マルティナ・フィリャク（英語版） （クロアチア）
  - 第2位　Ilya Maximov （ロシア）
  - 第3位　石村純 （日本）

### 2009年（第55回）
- ピアノトリオ部門
  - 第1位　Trio Demian （松本望 （日本）、梁美沙 （日本）、Sietse-Jan Weijemberg（オランダ））
  - 第2位　Trio Quintillian （Olha Chipak（ウクライナ）、Yi Mo（中国）、Ruodi Li（中国））
  - 第3位　Trio Monte （Anca Lupu（ルーマニア）、Ana Rachel Feitosa de Araujo（ブラジル）、Claude Frochaux（イタリア））
- ピアノ部門
  - 第1位　Vestard Shimkus （ラトビア）
  - 第2位　Jong Yun Kim （韓国）
  - 第3位　Scipione Sangiovanni （イタリア）

### 2010年（第56回）
- ピアノ部門
  - 第1位　デニス・ジダーノフ （ウクライナ）
  - 第2位　オルガ・コズロワ （ロシア）
  - 第3位　Marko Hilpo （フィンランド）

### 2011年（第57回）
- ピアノ部門
  - 第1位　Mateusz Borowiak （ポーランド/イギリス）
  - 第2位　Alexey Lebedev （ロシア）
  - 第3位　Alexey Chernov （ロシア）

### 2012年（第58回）
- ピアノ部門
  - 第1位　Soo Jung Ann （韓国）
  - 第2位　中桐望 （日本）
  - 第3位　ヴァディム・ホロデンコ （ウクライナ）

### 2013年（第59回）
- ピアノ部門
  - 第1位　スタニスラフ・フリステンコ （ロシア）
  - 第2位　吉田友昭 （日本）
  - 第3位　Haejae Kim （韓国）

### 2014年（第60回）
- ピアノ部門
  - 第1位　Regina Chernychko （ウクライナ）
  - 第2位　Sergey Belyavskiy （ロシア）
  - 第3位　Tatiana Chernichka （ロシア）

### 2015年（第61回）
- ピアノ部門
  - 第1位　Danylo Saienko （ウクライナ）
  - 第2位　Minsung Lee （韓国）
  - 第3位　Catherina Grewe （ドイツ）

### 2016年（第62回）
- ピアノ部門
  - 第1位　佐藤彦大 （日本）
  - 第2位　桑原志織 （日本）
  - 第3位　Yutong Sun （中国）

### 2017年（第63回）
- ピアノ部門
  - 第1位　Levon Avagyan （アルメニア）
  - 第2位　Hin-Yat Sang （香港）
  - 第3位　アナスタシア・リジコフ （カナダ）

### 2018年（第64回）
- ピアノ部門
  - 第1位　Evgeny Konnov （ロシア）
  - 第2位　Luke Jones （イギリス）
  - 第3位　Alexey Sichev （ロシア）

### 2019年（第65回）
- ピアノ部門
  - 第1位　Daumants Liepins （ラトビア）
  - 第2位　Aleksandr Kliuchko （ロシア）
  - 第3位　Ka Jeng Wong （香港）

### 2023年
- ピアノ部門
  - 優勝 ザン・シャオルー[1]